# Gedaanteverandering van Jezus

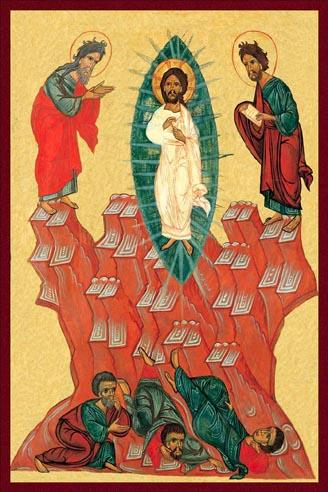
Pools icoon van de Gedaanteverandering (ca. 1500)

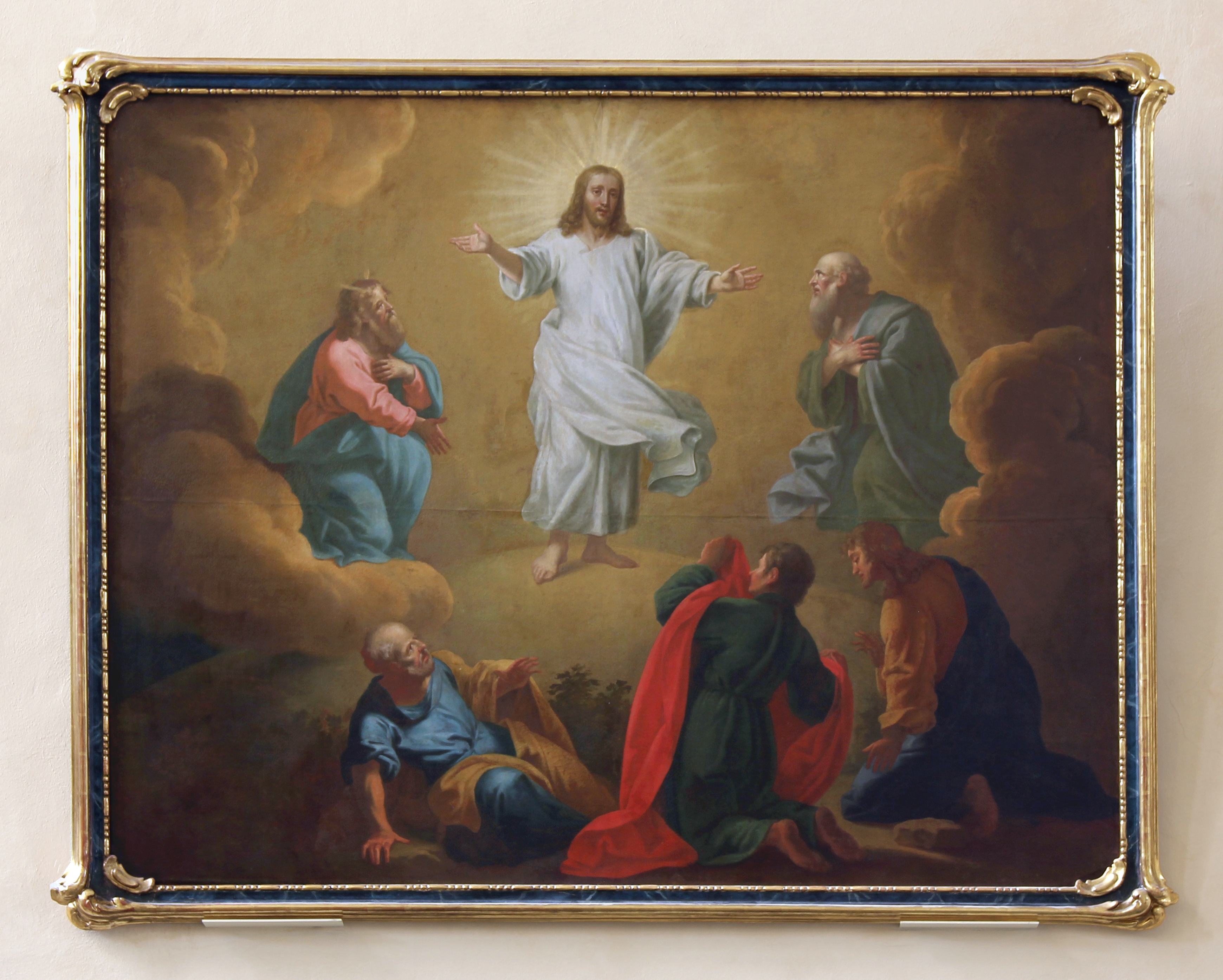
Gedaanteverandering van Jezus, schilderij van Benedikt Beckenkamp, rond 1780

De gedaanteverandering van Jezus of transfiguratie of verheerlijking op de berg is een verhaal uit de synoptische evangeliën (Matteüs 17:1–8, Marcus 9:2–8, Lucas 9:28–36).

## Verhaal
Samen met de apostelen Petrus, Johannes en Jakobus beklom Jezus een (hoge) berg, volgens Lucas om te bidden. Hier veranderde Jezus van gedaante en zijn kleding ging helder wit stralen. Volgens Matteüs straalde zijn gezicht als de zon. Hierna verschenen Mozes en Elia die met Jezus praatten, volgens Lucas over Jezus' levenseinde in Jeruzalem. Petrus stelde voor tenten op te slaan voor hen. De apostelen wisten niet goed wat te zeggen, want ze waren door schrik overweldigd. Volgens Lucas vielen de apostelen in slaap (tijdens het bidden) en schoten ze wakker toen Mozes en Elia met Jezus spraken.
Hierna viel de schaduw van een wolk over hen en uit de wolk zei een stem: "Dit is mijn geliefde Zoon, luister naar hem!" Volgens Matteüs wierpen de leerlingen zich neer toen ze dit hoorden en verborgen uit angst hun gezicht. Ze keken weer op en zagen alleen Jezus staan.
Volgens Marcus en Matteüs gebood Jezus de apostelen toen ze de berg afdaalden, met niemand over de gebeurtenis te spreken tot na zijn verrijzenis uit de dood.

## Interpretatie
Traditioneel wordt aangenomen dat dit verhaal een theofanie is en zich afspeelde op de Taborberg; Eusebius noemt de Hermonberg, wat veel aannemelijker is. Soms wordt aangenomen dat Jezus hiermee iets van zijn goddelijke aard laat zien, door van gedaante te veranderen. Zo wordt gezegd dat "zijn gezicht straalde als de zon", wat doet denken aan Mozes van wie het gezicht glansde als hij God had gezien (Exodus 3:2-6; 34). In het Nieuwe Testament staat dat God in een ontoegankelijk licht woont; "geen mens heeft hem ooit gezien of kan hem zien" (1 Timoteüs 6:16).
De gedaanteverandering wordt gezien als aankondiging van Jezus' verrijzenis (Marcus 9:10). Het feest werd aanvankelijk gevierd als kerkwijdingsfeest voor de drie basilica's op de berg Tabor. In de Oosters-orthodoxe Kerk behoort het feest tot de Dodekaorton. In de Latijnse Kerk werd het in de 15e eeuw door Paus Calixtus III een geboden feestdag voor katholieken, gevierd op 6 augustus, 40 dagen vóór het feest van Kruisverheffing (14 september). Indien het feest van de Gedaanteverandering samenvalt met een zondag, dan heeft dit altijd voorrang op de zondagsliturgie.

### Waarom met Mozes en Elia?
Mogelijk werd Elia genoemd in het verhaal over de gedaanteverandering van Jezus omdat over Elia in de Hebreeuwse Bijbel staat dat hij werd "meegevoerd naar de hemel" (2 Koningen 2:11). Een traditie over een hemelvaart van Mozes wordt genoemd in sommige apocriefe werken. Hierin werd ook beschreven dat Mozes werd omhuld door een wolk, op dezelfde wijze als dit wordt genoemd in Lucas inzake de gedaanteverandering van Jezus (Lucas 9:34). Josephus noemt deze traditie ook, waarbij hij de tegenstelling opmerkt met de vermelding in "de heilige boeken" dat Mozes stierf.
Origenes was de eerste die opmerkte dat in het verslag van de gedaanteverandering van Jezus met Mozes en Elia "de Wet van Mozes en de Profeten" werden aangeduid. Luther deelde dit en dacht dat zij werden genoemd om aan te geven dat de Wet en Profeten door Jezus zouden worden vervuld. Johannes Chrysostomus noemde drie mogelijkheden waarom Mozes en Elia naast elkaar werden gezet. Naast hun vertegenwoordiging van de Wet en de Profeten, zou het kunnen zijn omdat Mozes dood was en Elia als nog levend werd beschouwd. Door hen beiden te noemen zou worden aangeduid dat God een God van de levenden en de doden was. De andere mogelijkheid die hij noemde was dat zij allen vertegenwoordigden die visioenen van God hadden gehad.